# Saint-Claud
 Saint-Claud  es una comuna y población de Francia, en la región de Poitou-Charentes, departamento de Charente, en el distrito de Confolens. Es la cabecera del cantón de su nombre, aunque Chasseneuil-sur-Bonnieure y Roumazières-Loubert la superan en población
Su población en el censo de 1999 era de 1.062 habitantes.
Está integrada en la Communauté de communes de Haute Charente .

## Demografía
| 1093 | 1051 | 1004 | 1128 | 1128 | 1062 |
| Para los censos de 1962 a 1999 la población legal corresponde a la población sin duplicidades (Fuente: INSEE [Consultar]) |      |      |      |      |      |